# Kalimotxo
Le kalimotxo,,, en basque ou calimocho, en espagnol, est un cocktail avec mélange à parts égales de vin et de Coca-Cola. Il est aussi appelé bicicleta, katemba, La chapa, la coucaratcha ou Donisau dans les terres au centre de la péninsule.

## Étymologie
Le nom actuel, Kalimotxo, est attribué à Antzarrak cuadrilla (« cercle de jeunes amis des oies »), qui l'aurait inventé lors des festivités de Puerto Viejo en 1973 (à Algorta, Getxo, Pays basque). La légende raconte que les serveurs de l'un des txosna (stands dans les fêtes basques où des boissons sont servies) ont remarqué que le vin qu'ils avaient acheté était piqué. Ils ont donc décidé de le mélanger à quelque chose qui supprima ce goût aigre-acide.
Le terme kalimotxo s'étendit dans toute la Communauté autonome basque et navarraise, se popularisant au début des années 1980, et de là s'étendit aux régions voisines et finalement à tout l'État et au reste du monde.
Il est appelé jote au Chili, bambus ou musolini dans la région de l'ex-Yougoslavie, houba en République tchèque, Korea en Allemagne, catamba au Mozambique, vörösbor kola ou vadász en Hongrie[réf. nécessaire].

## Histoire
L'invention provient d'un groupe d'amis Antzarrak qui achetèrent en 1972 pour des festivités au vieux port d'Algorta (Getxo) au Pays basque, 2 000 litres de vin rouge qui s'avéra piqué. La somme déboursée pour l'achat étant importante, ils durent chercher une solution au goût vraiment désagréable. Après plusieurs mélanges, ils essayèrent à quantité égale de vin et de cola. Le succès fut incroyable.
Pour la dénomination de la boisson, n'ayant aucune idée, un groupe d'ami cherchait un nom. À l'arrivée d'un garçon d'Erandio avec un aspect disgracieux surnommé « Kali », pour « Kalimero », quelqu'un fit la remarque qu'en basque laid se dit « motxo ». Le nom de Kalimotxo fut rapidement adopté par tous.
Plus tard, la multinationale Coca-Cola enregistra le nom de la célèbre boisson. Même l'académie royale espagnole de la langue reconnaît la dénomination Calimocho comme nom du mélange de vin rouge et de soda au cola.

## Usages
Les amateurs ont en général pour préférence de faire le mélange avec du cola et du vin bon marché, pour renforcer l'aspect aigre doux de la boisson. Le mélange se fait souvent directement dans la bouteille de cola. La boisson a ainsi la particularité d'être très peu onéreuse.
En France, cette boisson est principalement consommée dans un cadre festif, tout particulièrement les concerts punk, hardcore, oi! ou les free parties. Elle est donc liée dans ce pays à la culture underground[réf. nécessaire].
Cette boisson se rapproche du blanc limé (50 % vin blanc / 50 % limonade) et de la sangría minute (50 % vin rouge / 50 % soda à l'orange).
La jacqueline peut aussi être considéré comme un mélange voisin.

## L'Urubu à tête rouge
Au Chili, le cocktail reçoit son nom en allusion à l'Urubu à tête rouge - un oiseau charognard au plumage noir et à la tête rouge, couleurs qui sont associées respectivement au vin rouge et au cola. En raison de l'origine de ce nom, cette préparation est également appelée, sur un ton badin, « liqueur d'oiseau » ou « avecor », contraction d'« oiseau de la Cordillère », en espagnol ave cordillerana. Il est également connu sous le nom de « tincola » pour « vin rouge » et « boisson au cola ».

## Impact social et culturel
Facile à préparer, bon marché et rafraîchissant, le calimocho est très présent dans toutes sortes de fêtes, privées ou dans la rue. Il n'est donc pas surprenant qu'elle ait fait l'objet de plusieurs chansons de styles musicaux très différents.
Le film français Mission Pays Basque, sorti en 2017, avec Elodie Fontan, devait initialement s'appeler Calimocho. La boisson est mentionnée dans le film.